# Scelolyperus nigrocyaneus
Scelolyperus nigrocyaneus is een keversoort uit de familie bladkevers (Chrysomelidae). De wetenschappelijke naam van de soort werd in 1879 gepubliceerd door John Lawrence LeConte.